# رودي مود-روكسبي
رودي مود-روكسبي (بالإنجليزية: Roddy Maude-Roxby)‏ هو ممثل بريطاني، ولد في 2 أبريل 1930 بلندن في المملكة المتحدة.

## أعمال

### أفلام
- (1970) قطط ذوات[1][2][3]

## وصلات خارجية
- رودي مود-روكسبي على موقع IMDb (الإنجليزية)
- رودي مود-روكسبي على موقع تيرنر كلاسيك موفيز (الإنجليزية)
- رودي مود-روكسبي على موقع أول موفي (الإنجليزية)
- رودي مود-روكسبي على موقع قاعدة بيانات برودواي على الإنترنت (الإنجليزية)
- رودي مود-روكسبي على موقع قاعدة بيانات الأفلام السويدية (السويدية)
- رودي مود-روكسبي على موقع قاعدة بيانات الفيلم (الإنجليزية)